# Nitocris II
Nitocris II o Nitokris II, Nitocris B, (Nt-jqrt) va ser una princesa i sacerdotessa egípcia durant el regnat del faraó Amosis II de la dinastia XXVI.
Filla d'Amosis II, Nitocris II està testimoniada principalment per una inscripció en una estatueta de bronze asseguda d'Amon-Ra avui conservada a l'Institut Oriental de la Universitat de Chicago (núm. de registre E10584A-B) en la qual s'anomena Summe Sacerdot d'Amon; el mateix objecte també afirma que l'Esposa del Déu Amon Ankhnesneferibre era la seva "mare". El títol de Nitocris és notable perquè és l'última titular certificada de l'anteriorment influent càrrec de Gran Sacerdot d'Amon a Tebes, així com una de les dues úniques titulars femenines conegudes; podria haver arribat a aquest càrrec cap al 560 aC.
El fet que Ankhnesneferibre sigui anomenada la seva "mare" suggereix que Nitocris també va ocupar el càrrec de la Divina Adoratriu d'Amon que normalment portava al càrrec d'Esposa del Déu Amon quan moria la mare adoptiva. Tanmateix, sembla que Nitocris mai va aconseguir arribar a aquesta distinció perquè aquests càrrecs van ser abolits poc després de la invasió persa d'Egipte el 525 aC.